# Lille Heddinge Sogn
Lille Heddinge Sogn er et sogn i Tryggevælde Provsti (Roskilde Stift).
I 1800-tallet var Havnelev Sogn anneks til Lille Heddinge Sogn. Begge sogne hørte til Stevns Herred i Præstø Amt. Hvert sogn dannede sin egen sognekommune. I slutningen af 1950'erne blev Rødvig Kommune dannet af Lille Heddinge og Havnelev. Den gik i 1962 frivilligt ind i Boestofte Kommune, som ved kommunalreformen i 1970 blev indlemmet i Stevns Kommune.
I Lille Heddinge Sogn ligger Lille Heddinge Kirke.
I sognet findes følgende autoriserede stednavne:
- Boesdal (bebyggelse)
- Korsnæb (areal)
- Lille Heddinge (bebyggelse, ejerlav)
- Peblingebrodden (areal)
- Rødvig (bebyggelse)
- Skeldervig (vandareal)
- Storemark (bebyggelse)